# Viola purpurea
Viola purpurea Kellogg – gatunek roślin z rodziny fiołkowatych (Violaceae). Występuje naturalnie w północno-zachodnim Meksyku (w stanie Kalifornia Dolna) oraz w zachodnich Stanach Zjednoczonych (w Kalifornii, Arizonie, Nevadzie, Kolorado, Utah, Wyoming, Montanie, Idaho, Oregonie i stanie Waszyngton). 

## Morfologia

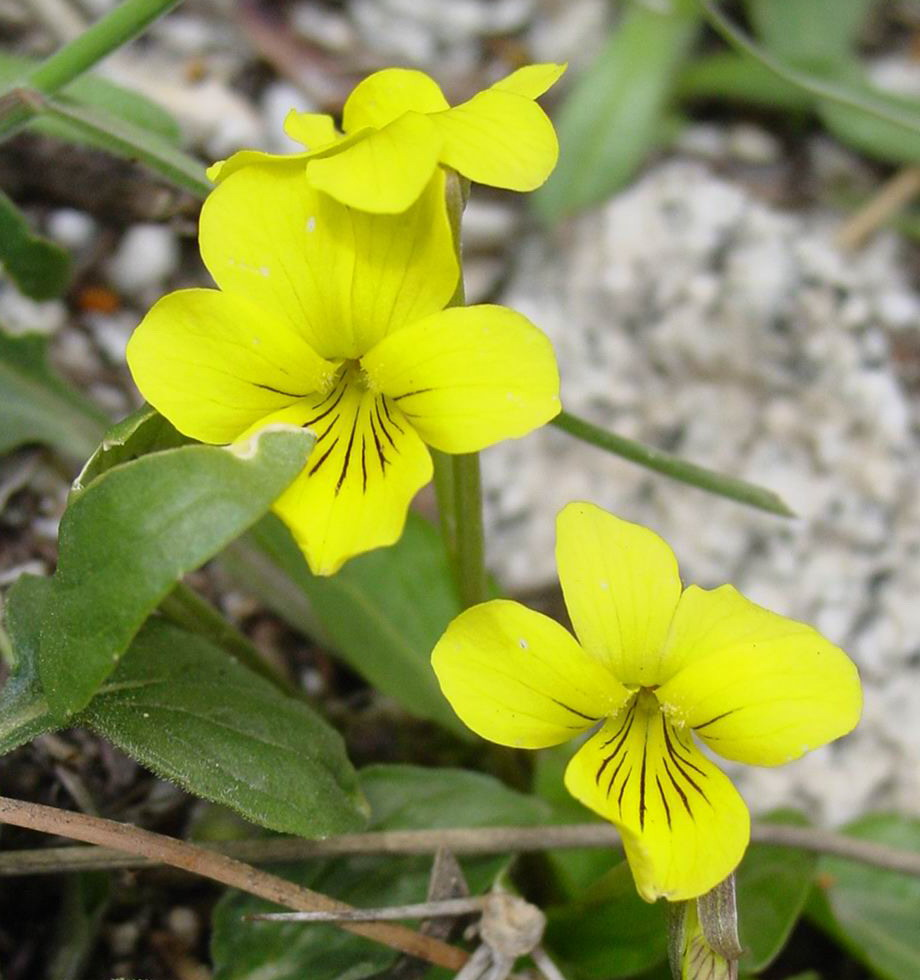
Kwiaty

PokrójBylina dorastająca do 2–25 cm wysokości, tworzy kłącza.
LiścieBlaszka liściowa ma owalny, okrągławy, podługowaty, deltoidalny lub lancetowaty kształt. Mierzy 0,8–5,3 cm długości oraz 0,4–4,1 cm szerokości, jest karbowana lub ząbkowana na brzegu, ma nasadę od sercowatej do ściętej i ostry lub tępy wierzchołek. Ogonek liściowy jest owłosiony i ma 1,8–14,5 cm długości. Przylistki mają kształt deltoidalny do lancetowatego.
KwiatyPojedyncze, wyrastające z kątów pędów. Mają działki kielicha o lancetowatym kształcie. Płatki są odwrotnie jajowate, żółte, płatek przedni jest wyposażony w obłą ostrogę.
OwoceTorebki mierzące 4-7 mm długości, o jajowatym kształcie.

## Biologia i ekologia
Rośnie w lasach sosnowych, na łąkach, brzegach cieków wodnych i terenach skalistych. Występuje na wysokości od 1000 do 2900 m n.p.m.

## Zmienność
W obrębie tego gatunku wyróżniono 6 odmian:
- V. purpurea var. aurea (Kellogg) M.S.Baker ex Jeps. – występuje w Kalifornii i zachodniej Nevadzie[5] Dorasta do 6–13 cm wysokości. Blaszka liściowa ma owalny, podługowaty lub lancetowaty kształt. Mierzy 1,2–5 cm długości oraz 1–2 cm szerokości, jest karbowana lub ząbkowana na brzegu, ma sercowatą nasadę i tępy wierzchołek. Ogonek liściowy jest nagi. Przylistki są strzępiaste. Kwiaty mają działki kielicha o owalnym kształcie i dorastające do 1–2 mm długości. Płatki są odwrotnie jajowate i mają żółtą barwę, płatek przedni jest owalny, mierzy 8-13 mm długości, wyposażony w obłą ostrogę. Owoce mierzą 6 mm długości i mają jajowaty kształt. Rośnie na brzegach cieków wodnych. Występuje na wysokości od 1000 do 1800 m n.p.m.[6]
- V. purpurea var. dimorpha (M.S.Baker & J.C.Clausen) J.T.Howell – występuje w Kalifornii i Oregonie[7]
- V. purpurea var. integrifolia (M.S.Baker & J.C.Clausen) J.T.Howell – występuje w Kalifornii, Nevadzie i Oregonie[8]
- V. purpurea var. mesophyta (M.S.Baker & J.C.Clausen) J.T.Howell – występuje w Kalifornii[9]
- V. purpurea var. mohavensis (M.S.Baker & J.C.Clausen) J.T.Howell – występuje w Kalifornii, Arizonie i Nevadzie[10]
- V. purpurea var. venosa (S.Watson) Brainerd – występuje w Stanach Zjednoczonych (w Kalifornii, Arizonie, Nevadzie, Kolorado, Utah, Wyoming, Montanie, Idaho, Oregonie i stanie Waszyngton) oraz Kanadzie (w prowincji Kolumbia Brytyjska)[11]